# Breyten Breytenbach
Breyten Breytenbach (Bonnievale, 16 settembre 1939 – Parigi, 24 novembre 2024) è stato uno scrittore, pittore e attivista sudafricano.

## Biografia
Breyten Breytenbach nacque a Bonnievale, Western Cape, a circa 180 km da Città del Capo. Studiò letteratura all'Università di Città del Capo e partecipò attivamente alla lotta contro il regime di apartheid. All'inizio degli anni sessanta lasciò il Sudafrica e si trasferì a Parigi, dove sposò una donna francese di origini vietnamite. Ciò comportò per lui il divieto di rientrare nel suo paese, dove erano in vigore leggi che proibivano categoricamente le relazioni sentimentali e sessuali tra persone di razze diverse, punendole come atti criminali veri e propri.
In Francia fu tra i fondatori di Okhela, un gruppo di resistenza che dall'esilio si batteva contro l'apartheid. Durante un viaggio in clandestinità in Sudafrica, nel 1975, venne arrestato in seguito alla delazione dell'African National Congress (che non si fidava di lui). Sconterà sette anni di carcere, accusato di alto tradimento: le condizioni vissute durante la sua prigionia diventeranno materia per il suo romanzo Le confessioni di un terrorista albino. Rilasciato nel 1982, grazie anche alle forti pressioni provenienti dall'opinione pubblica internazionale, tornò a Parigi dove otterrà la cittadinanza francese.
Dopo la fine dell'apartheid visse dividendosi tra l'Europa, l'Africa e gli Stati Uniti. Fu visiting professor presso l'università di Città del Capo, e inoltre collaborò con il Gorée Institute di Dakar e con la New York University, dove insegnò Scrittura creativa. Nel 1994 si recò a Capri per ricevere il Premio Malaparte.
La sua produzione letteraria include poesie, romanzi e saggi, molti dei quali scritti in Lingua afrikaans, altri tradotti dall'afrikaans all'inglese e altri pubblicati direttamente in inglese. Alla sua attività di scrittore affiancò anche la passione per la pittura: le sue opere sono state esposte in molte città in tutto il mondo, tra cui Johannesburg, Hong Kong, Amsterdam, Stoccolma, Parigi, Bruxelles, Edimburgo e New York.
Breytenbach morì a Parigi il 24 novembre 2024 all'età di 85 anni.

## Vita privata
Si sposò nel 1962 con Yolande Ngo Thi Hoang Lien con la quale ebbe una figlia, la giornalista Daphnée Breytenbach.

## Opere

### Poesia in lingua afrikaans
- The Iron Cow Must Sweat (Die ysterkoei moet sweet), Johannesburg, 1964
- The House of the Deaf (Die huis van die dowe), Città del Capo, 1967
- Gangrene (Kouevuur), Città del Capo, 1969
- Lotus, Città del Capo, 1970
- The Remains (Oorblyfsels), Città del Capo, 1970
- Scrit. Painting Blue a sinking Ship. (Skryt. Om `n sinkende skip blou te verf), Amsterdam, 1972
- In Other Words (Met ander woorde), Città del Capo, 1973
- Foot Writing (Voetskrif), Johannesburg, 1976
- Sinking Ship Blues, Toronto 1977
- And Death White as Words. An Anthology, London, 1978
- In Africa even the flies are happy, London, 1978
- Flower Writing (Blomskryf), Emmarentia, 1979 (selezione di poesie)
- Eclipse (Eklips), Emmarentia, 1983
- YK (YK), Emmarentia, 1983
- Buffalo Bill, Emmarentia, 1984
- Living Death (Lewendood), Emmarentia, 1985
- Judas Eye, London - New York, 1989
- As Like (Soos die so), Emmarentia, 1990
- Nine Landscapes of our Times Bequeathed to a Beloved (Nege landskappe van ons tye bemaak aan `n beminde), Groenkloof, 1993
- The Handful of Feathers (Die hand vol vere), Città del Capo, 1995 (selezione di poesie)
- The Remains. An Elegy (Oorblyfsels. ´n Roudig), Città del Capo, 1997
- Paper Flower (Papierblom), Città del Capo, 1998
- Lady One, Città del Capo, 2000 (selezione di poesie d'amore)
- Iron Cow Blues (Ysterkoei-blues), Città del Capo, 2001 (raccolta di poesie 1964-1975)
- Lady One: Of Love and other Poems, New York, 2002
- The undanced dance. Prison poetry 1975 - 1983 (Die ongedanste dans. Gevangenisgedigte 1975 - 1983), Città del Capo, 2005
- the windcatcher (die windvanger), Città del Capo, 2007
- Voice Over: A Nomadic Conversation with Mahmoud Darwish, Archipelago Books, 2009

### Prosa in lingua inglese
- Catastrophes (Katastrofes), Johannesburg, 1964 (racconti)
- To Fly (Om te vlieg), Città del Capo, 1971 (romanzo)
- The Tree Behind the Moon (De boom achter de maan), Amsterdam, 1974 (racconti)
- The Anthill Bloats … (Die miernes swell op …), Emmarentia, 1980 (racconti)
- A Season in Paradise (Een seizoen in het paradijs), Amsterdam - New York - London, 1980 (romanzo, edizione senza censure)
- Mouroir: Mirror Notes of a Novel, Londra - New York, 1983
- Mirror Death (Spiegeldood), Amsterdam, 1984 (racconti)
- End Papers, Londra, 1985 (saggi)
- The True Confessions of an Albino Terrorist, London - New York, 1985 (Edizione italiana 2010)
- Memory of Snow and of Dust, London - New York, 1987 (romanzo)
- Book. Part One (Boek. Deel een), Emmarentia, 1987 (saggi)
- All One Horse. Fiction and Images, Londra, 1989
- Sweet Heart (Hart-Lam), Emmarentia, 1991 (saggi)
- Return to Paradise. An African journal, London - New York, 1992 (vincitore del premio Alan Paton)
- The Memory of Birds in Times of Revolution, London - New York, 1996 (saggi)
- Dog Heart. A travel memoir, Città del Capo, 1998
- Word Work (Woordwerk), Città del Capo, 1999
- A veil of footsteps, Città del Capo, 2008
- All One Horse, Archipelago Books, 2008
- Intimate Stranger, Archipelago Books, 2009
- Notes From The Middle World: Essays, Haymarket Books, 2009

### Articoli
- Breyten Breytenbach, Mandela's Smile: Notes on South Africa's Failed Revolution, in Harper's Magazine, vol. 317, n. 1903, dicembre 2008,  pp. 39-48.